# Mashhad
Mashhad ([mæʃˈhæd]ⓘ Mašhad en grafía persa, مشهد) es la segunda ciudad más poblada de Irán, capital de la provincia de Jorasán Razaví. Situada 850 kilómetros al este de Teherán, en el centro de la provincia de Jorasán Razaví, en proximidad con las fronteras con Afganistán y Turkmenistán. 
La presencia en Mashhad del mausoleo de Ali ibn Musa al-Rida, considerado octavo imam del chiismo duodecimano, atrae cada año en torno a 30 millones de peregrinos iraníes y a un millón de peregrinos del extranjero, convirtiendo la ciudad en uno de los primeros centros religiosos y de peregrinaje del mundo islámico, y en un importante polo económico y político. El conglomerado empresarial de la fundación Astán-e Qods-e Razaví, formada en torno a la gestión del mausoleo, genera ingresos estimados en 2004 en más de 15.000 millones de dólares anuales.
Situada en un oasis de la Ruta de la seda que hacía de enlace entre Merv, al este, con las laderas meridionales de los montes Alborz y la región de Gorgán a orillas del mar Caspio, al oeste, Mashhad es también un centro literario relevante, cuna de algunas de las figuras literarias más relevantes de la literatura persa, como Ferdousí (935-1020), gran recopilador de la mitología persa en el Shahnameh, el poeta contemporáneo Mehdí Ajaván-e Salés (1928-1990) —cuyos restos reposan en el centro urbano más antiguo de Tus, dentro de Mashhad— o el notable filólogo y poeta actual Mohammad Reza Shafií Kadkaní.
El 30 de octubre de 2009, aniversario de la muerte del imán Reza, el entonces presidente de Irán, Mahmud Ahmadineyad, declaró Mashhad como «capital espiritual de Irán».

## Geografía

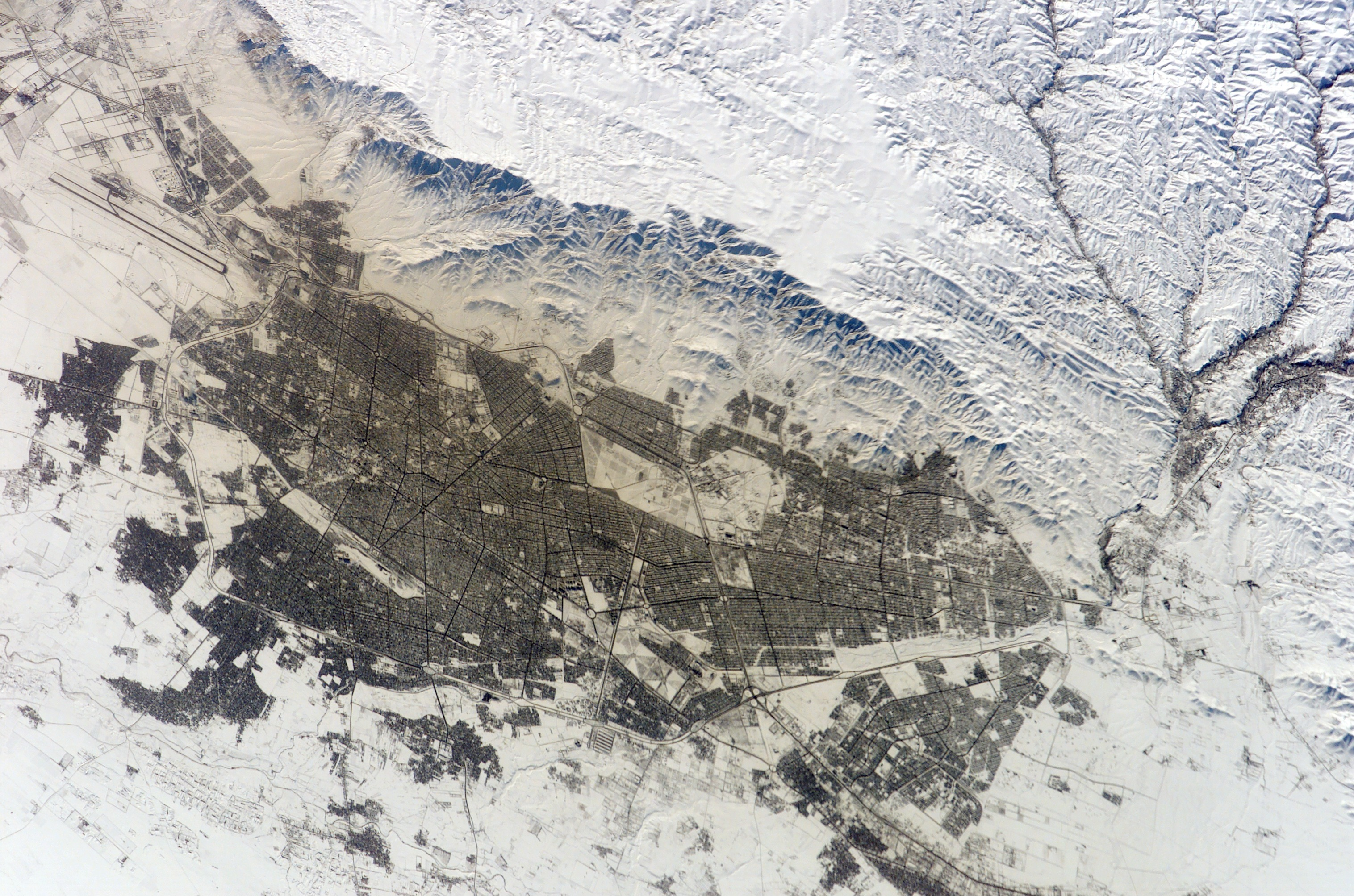
Región de Mashhad (norte abajo).

La ciudad de Mashhad está situada en el valle del río Kashaf, a 990 metros de altitud, cerca de la frontera con Turkmenistán, entre las alturas del monte Binalud al oeste y la cordillera de Hezar Masyed al nordeste. En la actualidad, el cauce del Kashaf no aporta agua salvo en caso de lluvias torrenciales.
Mashhad es además capital de Jorasán Razaví, shahrestán del mismo nombre. Está dividida en 13 distritos (en persa, منطقه, mantaqé). 
La gran mayoría de los mashhadíes (95 %) son de etnia persa. Otros grupos incluyen kurdo
 y turcomanos inmigrados en épocas recientes desde el norte de Jorasán. También existen poblaciones inmigradas de Afganistán e Irak. Los inmigrados afganos habitan varios suburbios en torno al centro de la ciudad, en particular el de Golshahr.

### Clima
Debido a su proximidad a las montañas, la ciudad tiene veranos algo calurosos e inviernos muy fríos. De acuerdo a los datos de la tabla a continuación y a los criterios de la clasificación climática de Köppen modificada el clima de Mashhad es semiárido o de estepa (tipo Bsk).
| Parámetros climáticos promedio de Mashhad                                                                                       | Parámetros climáticos promedio de Mashhad | Parámetros climáticos promedio de Mashhad | Parámetros climáticos promedio de Mashhad | Parámetros climáticos promedio de Mashhad | Parámetros climáticos promedio de Mashhad | Parámetros climáticos promedio de Mashhad | Parámetros climáticos promedio de Mashhad | Parámetros climáticos promedio de Mashhad | Parámetros climáticos promedio de Mashhad | Parámetros climáticos promedio de Mashhad | Parámetros climáticos promedio de Mashhad | Parámetros climáticos promedio de Mashhad | Parámetros climáticos promedio de Mashhad |
| Mes | Ene.                                      | Feb.                                      | Mar.                                      | Abr.                                      | May.                                      | Jun.                                      | Jul.                                      | Ago.                                      | Sep.                                      | Oct.                                      | Nov.                                      | Dic.                                      | Anual                                     |
| --- | ----------------------------------------- | ----------------------------------------- | ----------------------------------------- | ----------------------------------------- | ----------------------------------------- | ----------------------------------------- | ----------------------------------------- | ----------------------------------------- | ----------------------------------------- | ----------------------------------------- | ----------------------------------------- | ----------------------------------------- | ----------------------------------------- |
| Temp. máx. abs. (°C) | 24.0                                      | 26.0                                      | 32.0                                      | 35.4                                      | 39.2                                      | 41.6                                      | 43.8                                      | 42.4                                      | 42.0                                      | 35.8                                      | 29.4                                      | 28.2                                      | 43.8                                      |
| Temp. máx. media (°C) | 7.1                                       | 9.3                                       | 14.2                                      | 20.9                                      | 26.8                                      | 32.3                                      | 34.4                                      | 33.1                                      | 28.9                                      | 22.5                                      | 15.5                                      | 9.8                                       | 21.2                                      |
| Temp. media (°C) | 1.7                                       | 3.7                                       | 8.5                                       | 14.7                                      | 19.6                                      | 24.4                                      | 26.6                                      | 24.8                                      | 20.3                                      | 14.5                                      | 8.7                                       | 4.0                                       | 14.3                                      |
| Temp. mín. media (°C) | -3.8                                      | -1.8                                      | 2.9                                       | 8.4                                       | 12.4                                      | 16.4                                      | 18.7                                      | 16.5                                      | 11.7                                      | 6.4                                       | 1.9                                       | -1.7                                      | 7.3                                       |
| Temp. mín. abs. (°C) | -27.0                                     | -28.0                                     | -13.0                                     | -7.0                                      | -1.0                                      | 4.0                                       | 10.0                                      | 5.0                                       | -1.0                                      | -8.0                                      | -16.0                                     | -25.0                                     | -28.0                                     |
| Precipitación total (mm) | 32.6                                      | 34.5                                      | 55.5                                      | 45.4                                      | 27.2                                      | 4.0                                       | 1.1                                       | 0.7                                       | 2.1                                       | 8.0                                       | 16.1                                      | 24.3                                      | 251.5                                     |
| Días de precipitaciones (≥ 1.0 mm)                                                                                              | 5.6                                       | 5.8                                       | 8.2                                       | 6.8                                       | 4.5                                       | 1.1                                       | 0.3                                       | 0.2                                       | 0.5                                       | 1.5                                       | 2.9                                       | 4.2                                       | 41.6                                      |
| Días de nevadas (≥ 1 mm) | 5.6                                       | 5.8                                       | 4.0                                       | 0.4                                       | 0.0                                       | 0.0                                       | 0.0                                       | 0.0                                       | 0.0                                       | 0.1                                       | 1.2                                       | 3.8                                       | 20.9                                      |
| Horas de sol | 148.3                                     | 147.5                                     | 163.3                                     | 200.4                                     | 280.4                                     | 343.2                                     | 366.9                                     | 359.7                                     | 305.2                                     | 249.5                                     | 188.3                                     | 151.6                                     | 2904.3                                    |
| Humedad relativa (%) | 75                                        | 73                                        | 69                                        | 62                                        | 50                                        | 37                                        | 34                                        | 33                                        | 37                                        | 49                                        | 63                                        | 73                                        | 54                                        |
| Fuente: Iran Meteorological Organization, (temperaturas), (precipitación), (humedad), (días de precipitaciones), (horas de sol) |                                           |                                           |                                           |                                           |                                           |                                           |                                           |                                           |                                           |                                           |                                           |                                           |                                           |

## Historia
El lugar de Mashhad ha sido sede de asentamientos humanos desde la Antigüedad debido al paso del río Kashaf. La ciudad fue fundada alrededor del año 823. Su nombre significa en árabe «lugar de martirio» y hace alusión a la muerte por envenenamiento de Ali ibn Musa, octavo imán del islam chií duodecimano en este sitio, donde se erigió el mausoleo que aún subsiste.

### Asesinato de Ali ibn Musa
A principios del siglo IX d. C., existía en el lugar de Mashhad una pequeña aldea llamada Sanabad, a 24 kilómetros de Tus, entonces centro importante en la Ruta de la seda. El gobernador califal de Jorasán, Hamid ibn Qahtaba, tenía aquí un palacio estival en el que falleció y fue enterrado en 808 el califa abbasí Harún al-Rashid, tras enfermar cuando se dirigía hacia Samarcanda para reprimir una insurrección del saffarí Rafīʿ ibn Layṯ. Diez años más tarde, el califa Al-Maʾmūn (786-833) hizo matar en el mismo palacio con uvas envenenadas a Ali ibn Musa al-Riḍā, descendiente de Mahoma y líder chií, cuando este se dirigía hacia Bagdad desde Merv, donde había residido durante un año tras declararlo Al-Maʾmūn como su sucesor en el trono califal. Ali al-Rida fue enterrado junto a Al-Rashid y el lugar pronto fue objeto de peregrinajes de los chiíes, que lo conocían como mašhad al-Riḍā (mašhad-e Rezâ en persa) o «lugar de martirio del imam Reza». A finales del siglo IX se había construido una cúpula y proliferaban ya los edificios y bazares en torno a la tumba.
Entre los primeros edificios principales estaba un mausoleo construido por el sultán Mahmud de Gazni (971-1030), autor de la primera mención registrada del nombre de la ciudad.

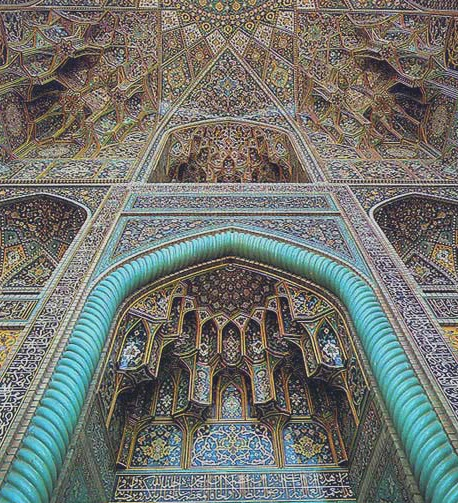
Pórtico de la mezquita de Goharshad, en el recinto del mausoleo del Imam Reza.

### De Tus a Mashhad
Hasta la invasión mongola de Corasmia, el área de la actual Mashhad se identificaba con el nombre de Tus. La Tus actual, a las afueras de Mashhad era tan sólo una parte de la de entonces, que integraba cierto número de poblaciones de las que las más prósperas eran Noughán y Tabarán —hoy barrios de la capital jorasaní—, en las que se incluía hasta un millar de alquerías. La devastación causada por la invasión mongola en 1220, que usó Tus como centro para dominar Jorasán y Mazandarán, dejó Mashhad relativamente intacta, con lo que los supervivientes a las masacres desplazaron allí el centro de la zona. El viajero magrebí Ibn Battuta pasó por Mashhad en 1330 y dejó escrito que era una ciudad grande, con abundantes frutales, arroyos y norias.

### Época timurí
En época del emir timurí Shahroj Mirzá (1409-1447), Mashhad era una de las principales ciudades gobernadas por la dinastía. En 1418, la esposa de Shahroj, Goharshad, financió la construcción de una suntuosa mezquita junto al sepulcro del imam, conocida como la mezquita de Goharshad, que se ha mantenido relativamente intacta hasta el siglo XXI. Sus grandes dimensiones son muestra de la prosperidad de Mashhad a inicios del siglo XV. 

### Época safaví
El shah Ismail I, fundador de la safaví, conquistó Mashhad tras la muerte del sultán Hosein Mirzá Bayqará (1438-1506) y el declive de los timuríes. Bajo Abbás I (1571-1529) la ciudad fue capturada por los uzbekos, aunque el propio shah Abbás la recuperó en 1597 al término de una larga y cruenta guerra que finalizó con la derrota de los uzbecos cerca de Herat y su expulsión a la otra orilla del Amu Daria. 
El shah Abbás fomentó entre sus súbditos la costumbre de peregrinar a Mashhad, y dio él mismo el ejemplo haciendo a pie el trayecto de Ispahán hasta la tumba del imam Reza. Durante la época safaví, marcada por el establecimiento del chiismo duodecimano como religión oficial y mayoritaria de Irán, Mashhad creció en reconocimiento religioso y se convirtió en la ciudad más importante del Gran Jorasán con la construcción de varias madrazas y otras estructuras dentro del recinto sacro del mausoleo.

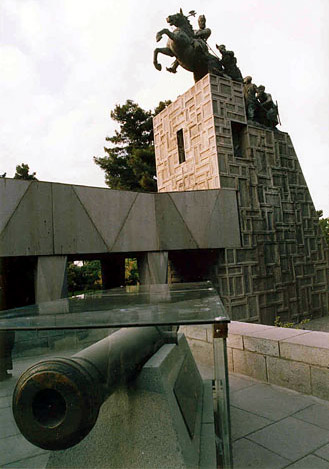
Mausoleo de Nader Shah.

### Capitalidad: deNader ShahaAqa Mohammad Jan Qayar
Tras la invasión del Irán safaví por las tribus pastunes lideradas por Mir Mahmud Hotaki en 1722, fue desde Mashhad que el caudillo del clan oğuz qizilbash Afshar Nader Qoli Beg lideró la reconquista de los territorios safavíes. Mashhad fue tomada a finales de 1726 a Malek Mahmud, gobernador pashtún. Cuatro años más tarde, la tribu pashtuna de los Abdalí (o Durraní) asedió la ciudad, forzando a Nader a suspender una campaña al oeste contra los otomanos y a combatir por la sede del mausoleo del imam Reza durante catorce meses. 
Nader designó como gobernador de Mashhad a su sobrino primogénito Alí Qolí Jan en 1737, un año después de acceder él mismo al trono como Nader Shah. Fue enterrado en Mashhad, donde se conserva aún su tumba, al ser asesinado en 1747. El propio Alí Qolí subió al trono como Adel Shah y mantuvo la capitalidad del imperio afsharí en la ciudad, que permaneció como centro del poder de la dinastía hasta la conquista de Jorasán en 1796 por Aqa Mohammad Jan, fundador de la dinastía Qayar.

### Época Qayar (1785-1925)
Los monarcas de la dinastía Qayar, dentro de su política de protección del chiismo, contribuyeron al desarrollo de las infraestructuras de la ciudad, a donde peregrinaban de manera frecuente y publicitada, y financiaron las escuelas teológicas de Mashhad (además de las de Ispahán y de Qom. 
En noviembre de 1905, al inicio de la revolución constitucionalista, la población amotinada por la escasez de pan asaltó la casa de un comerciante de cereales vinculado a la corte, y este a modo de represalia hizo que sus pistoleros personales tirotearan a varias decenas de manifestantes refugiados en el Santuario del Imán Reza. Durante la revolución, los gremios del bazar organizaron una huelga y secuestraron al gobernador, al tiempo que un grupo de radicales azeríes formaban una Asociación de Combatientes (en persa, جمعیت مجاهدین Yamiat-e Moyahedín) y publicaban conjuntamente con los socialdemócratas de Bakú el primer manifiesto socialista de la historia de Irán. En la ocupación militar rusa de 1909 a favor de Mohammad Alí Shah, el santuario fue bombardeado, con resultado de unos cuarenta muertos.

### Modernización bajo Reza Shah
El desarrollo moderno de la ciudad se aceleró bajo el régimen de Reza Shah (1925-1941). En 1934 se funda el Hospital Imam Reza; en 1935, la factoría azucarera de Abkuh y en 1939, la Facultad de Medicina de Mashhad. La primera central eléctrica se instaló en 1936 y en 1939 comenzó el primer servicio de transporte urbano con dos autobuses. En este año se realizó el primer censo de población, con un resultado de 76 471 habitantes.

#### Rebelión de la mezquita de Goharshad de 1935

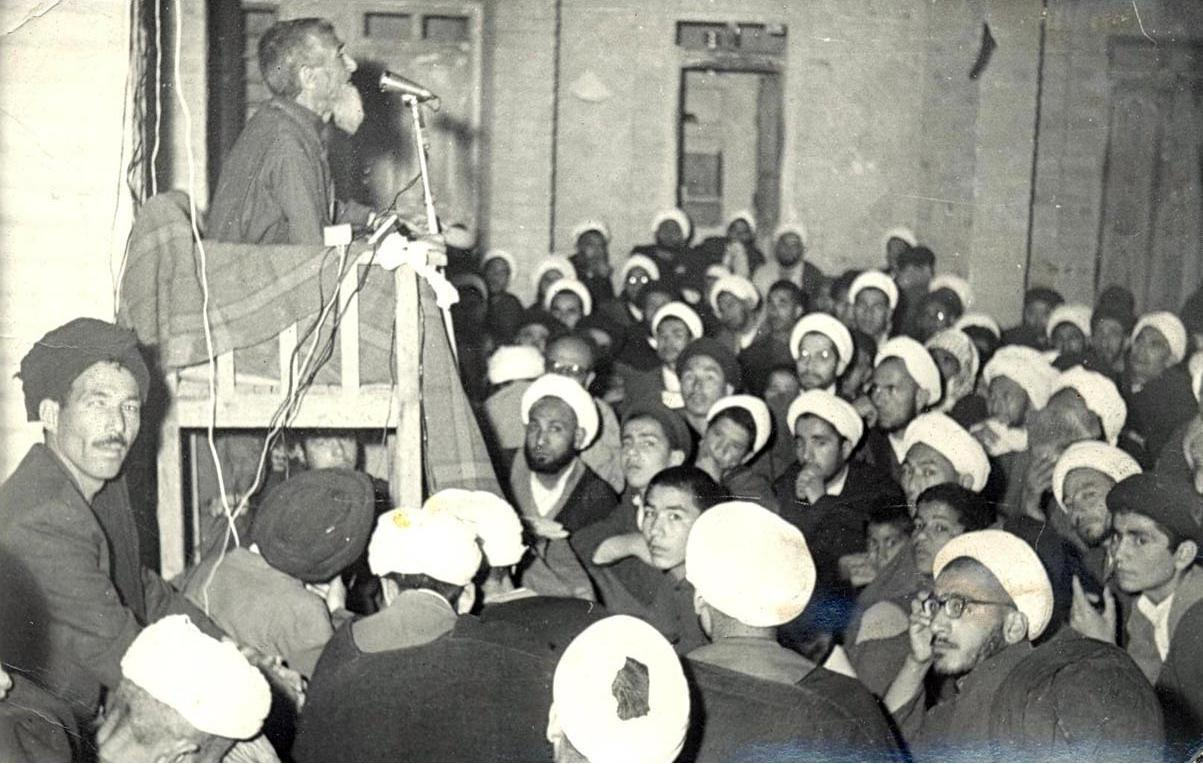
Prédica del sheij Bohlul.

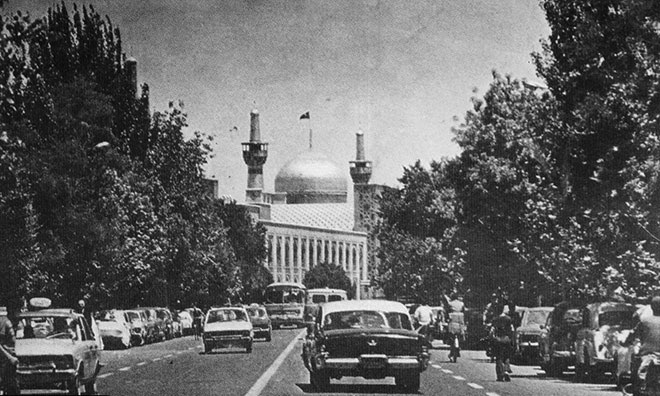
Calle Teherán de Mashhad en 1956.

En 1935, Reza Shah promulgó dentro de sus reformas modernistas la obligatoriedad de sustituir los tocados masculinos por sombreros de ala a la occidental. En el aniversario del bombardeo ruso del santuario, una multitud se concentró en la mezquita de Goharshad, donde el mulá Mohammad Taqí Gonabadí, alias sheij Bohlul, arengó a los asistentes durante tres días alentando la resistencia a la imposición y contra las reformas antirreligiosas del monarca, que imponían también el abandono del hiyab por las mujeres, y denunciando también la corrupción gubernamental y el alza de los impuestos indirectos. Reza Shah ordenó la dispersión de los manifestantes o el uso de la máxima fuerza militar contra ellos. La policía y fuerzas armadas locales rehusaron intervenir durante cuatro días, pero finalmente tropas desplegadas desde Azerbaiyán irrumpieron en el santuario y provocaron una matanza. Un informe británico cifró las víctimas en 128, incluidos mujeres y niños numerosos, mientras relatos locales hablaban de hasta 2 000 muertos. Estos fueron enterrados en una fosa común. El luto se generalizó en la ciudad, y el suceso marcó un hito en la ruptura entre el clero chií y el shah.

### Reinado deMohammad Reza Pahlaví(1941-1979)
Mashhad experimentó un crecimiento demográfico a partir de la invasión anglo-soviética de Irán en 1941, a causa de la inseguridad relativa de las zonas rurales, de la sequía de 1948 y del establecimiento de la Universidad de Mashhad en 1949. Al mismo tiempo aumentaban los medios de transporte público hasta 77 autobuses y 200 taxis y se establecía el vínculo por ferrocarril con la capital Teherán (en 1957). El censo de 1956 reflejó una población de 241 989 personas. El aumento poblacional continuó en los años siguientes gracias al incremento en la renta petrolera iraní, el declive del modelo social feudal, la reforma agraria de 1963, la fundación del aeropuerto de la ciudad, la creación de nuevas fábricas y el desarrollo del sistema sanitario. En 1966 la población alcanzó los 409 616 habitantes, y en 1976 los 667 770. La extensión de la ciudad se amplió de 16 a 33 kilómetros cuadrados. En 1975, se aplicó un plan de desarrollo del santuario por el que se derribaron gran número de mercadillos y mezquitas y madrazas antiguas y se creó un nuevo bazar de tipo moderno en la plaza Meydan-e Ab (en persa, میدان آب «plaza del Agua») para realojar a los afectados.

### República Islámica (1979-actualidad)
La Revolución Islámica de 1979 dio lugar en los primeros años de la década de 1980 a una serie de reformas urbanísticas que trataban de ordenar el crecimiento de la ciudad, cuya explosión demográfica proseguía, con el añadido de la llegada a Mashhad de unos 296 000 afganos refugiados de la revolución comunista de 1978. Los bombardeos iraquíes en la guerra Irán-Irak también produjeron gran número de desplazamientos dentro de Irán desde las zonas occidentales del país hacia distintas provincias, y en particular a Mashhad. A esto se sumaba la continuación del éxodo rural. Con todo ello, en 1986 la población mashhadí alcanzó los 1 462 000 habitantes, lo que suponía un crecimiento anual del 8%: el más alto de las ciudades de Irán en el período.

## Demografía
La ciudad iraní de Marshhad cuenta con una población de 3 001 184 habitantes según el último censo iraní de 2016. Es la segunda ciudad más poblada de Irán después de la capital Teherán.
| Gráfica de evolución de Mashhad entre 1956 y 2016 |
|                                                   |

## Gobierno
El ayuntamiento (en persa, شهرداری, trl. shahrdârí) fue fundado bajo Ahmad Shah Qayar en el año 1297 de la Hégira solar (1918-1919 d. C.), en un contexto de caos y hambruna tras la ocupación de Irán por distintos ejércitos de la Primera Guerra Mundial. 
El alcalde de la ciudad es designado por el concejo islámico municipal, cuyos miembros son a su vez elegidos, desde 1998, por sufragio universal. Las últimas elecciones se llevaron a cabo entre 720 candidatos el 14 de junio de 2013, conjuntamente co la elección presidencial. Dieciocho de los veinticuatro concejales electos son considerados parte o cercanos al Frente de la Constancia en la Revolución Islámica (en persa, جبهه پایداری انقلاب اسلامی, trl. Yebhé-ye Paydarí-e Enqelab-e Eslamí), formado en 2011 en torno a la línea política del expresidente Mahmud Ahmadineyad.
El 23 de septiembre de 2013, el actual concejo eligió como alcalde por 19 votos favorables, 3 contrarios y una abstención a Seyed Soulat Mortazaví, antiguo gobernador de la provincia de Jorasán Meridional y del shahrestán de Biryand.

## Economía

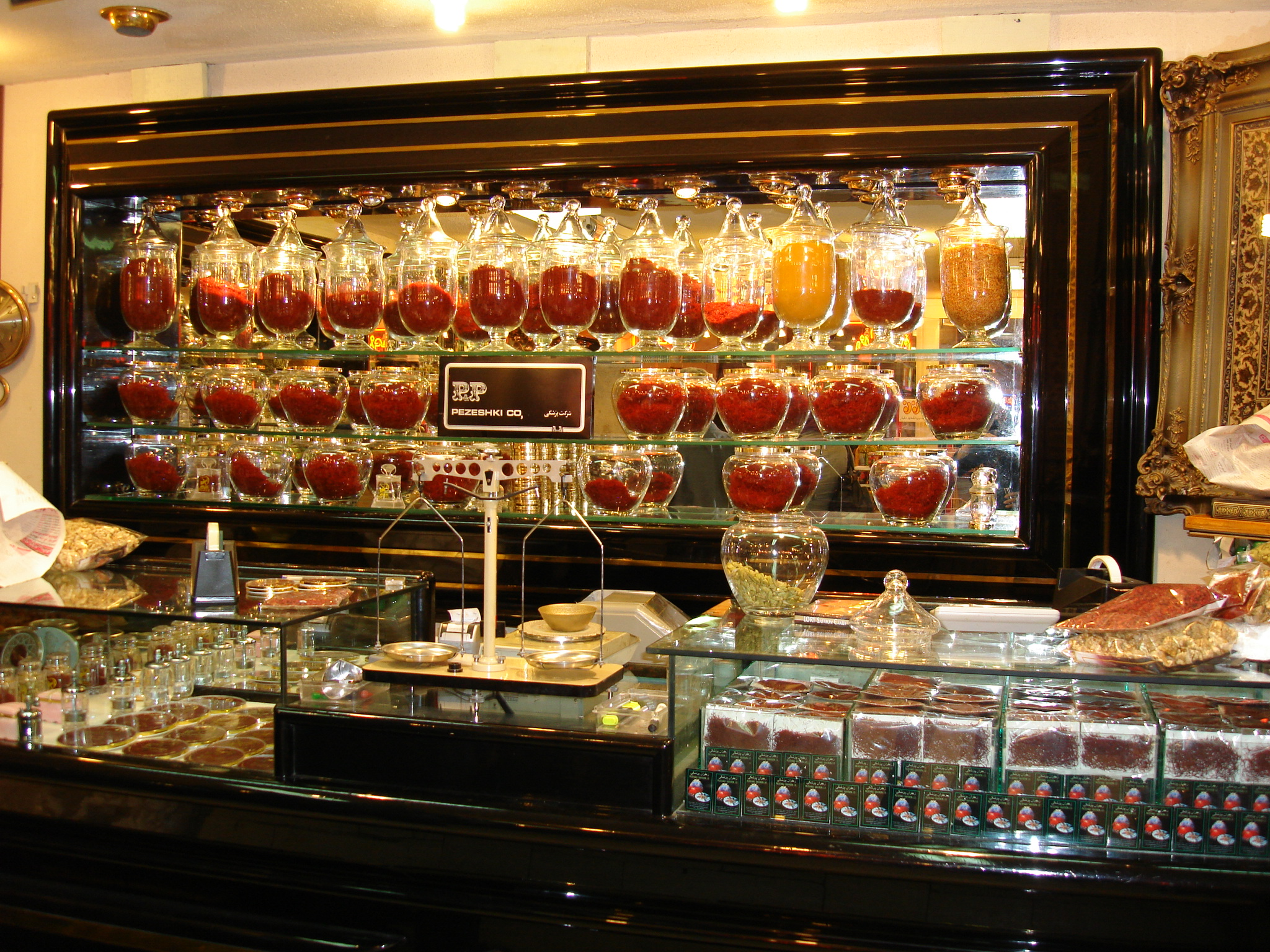
Expositor de azafrán en el bazar de Mashhad.

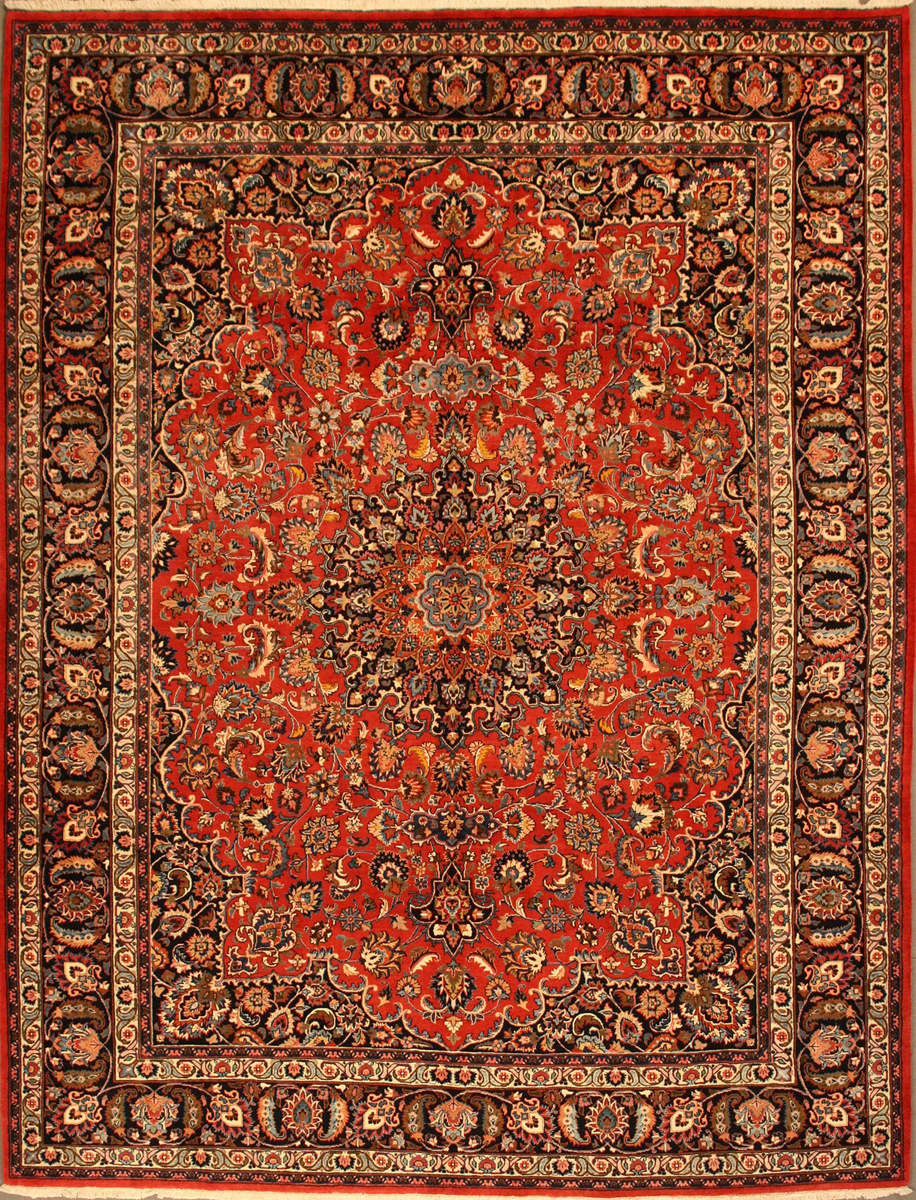
Alfombra antigua del artesano Hoseiní

Siendo Irán el principal productor de azafrán a nivel mundial con entre 80 y más de un 90 % del total, la mayor parte de los cultivos se concentran en la región de Jorasán y su centro de distribución de más importancia es la ciudad de Mashhad, en particular desde el shahrestán de Torbat Heydarié, al sur de Jorasán Razaví, que produce unas 60 toneladas anuales (20 % de la producción mundial, 300 toneladas). El sector local del azafrán da empleo, según cifras oficiales, a 500 000 personas y su exportación comporta un volumen de negocios de 30 millones de dólares estadounidenses (ejercicio de 1391 H. s., 2012-2013 d. C.). En 2013, empresas privadas y autoridades políticas desarrollan un clúster industrial especializado.
Entre otros frutos agrícolas de la región cuyo centro de distribución es Mashhad puede citarse la baya de agracejo, también considerada producto típico local muy empleado en la gastronomía de Irán, y cuya exportación a 22 países en los siete primeros meses del mismo ejercicio alcanzó un valor para la provincia de Jorasán Meridional de 1,2 millones de dólares. Otros productos fundamentales en la economía de Mashhad son el azúcar piedra, los frutos secos, la industria del cuero y la variante local de alfombra persa.
La provincia de Jorasán Razaví ocupa además un lugar destacado en la industria automovilística iraní. De acuerdo con las cifras de las autoridades locales, la región producía en 2013 el 12 % de los automóviles del país, con una capacidad de hasta 150 000 unidades por año.
Hoy el santo templo y su museo mantienen la más extensa cultura y tesoros artísticos de Irán, en particular libros manuscritos y pinturas. Varias escuelas teológicas importantes están asociadas con el mausoleo del Octavo Imam.

## Personas célebres de Mashhad
- Ali al-Sistani
- Mohammad Reza Shayarián
- Alí Jamenei
- Timur Shah Durrani
- Shahroj Mirzá
- Anousheh Ansari
- Ebrahim Raisi
- Jamileh Alamolhoda